# Tmarus yiminhensis
Tmarus yiminhensis là một loài nhện trong họ Thomisidae.
Loài này thuộc chi Tmarus. Tmarus yiminhensis được miêu tả năm 1981 bởi Zhu & Wen.